# Pompiano
Pompiano is een gemeente in de Italiaanse provincie Brescia (regio Lombardije) en telt 3554 inwoners (31-12-2004). De oppervlakte bedraagt 15,2 km², de bevolkingsdichtheid is 225 inwoners per km².
De volgende frazioni maken deel uit van de gemeente: Gerolanuova, Zurlengo.

## Demografie
Pompiano telt ongeveer 1279 huishoudens. Het aantal inwoners steeg in de periode 1991-2001 met 7,1% volgens cijfers uit de tienjaarlijkse volkstellingen van ISTAT.
| Jaar | Inwoneraantal |
| ---- | ------------- |
| 1991 | 3162          |
| 2001 | 3388          |

## Geografie
Pompiano grenst aan de volgende gemeenten: Barbariga, Comezzano-Cizzago, Corzano, Orzinuovi, Orzivecchi.